# Rãnh Ryukyu

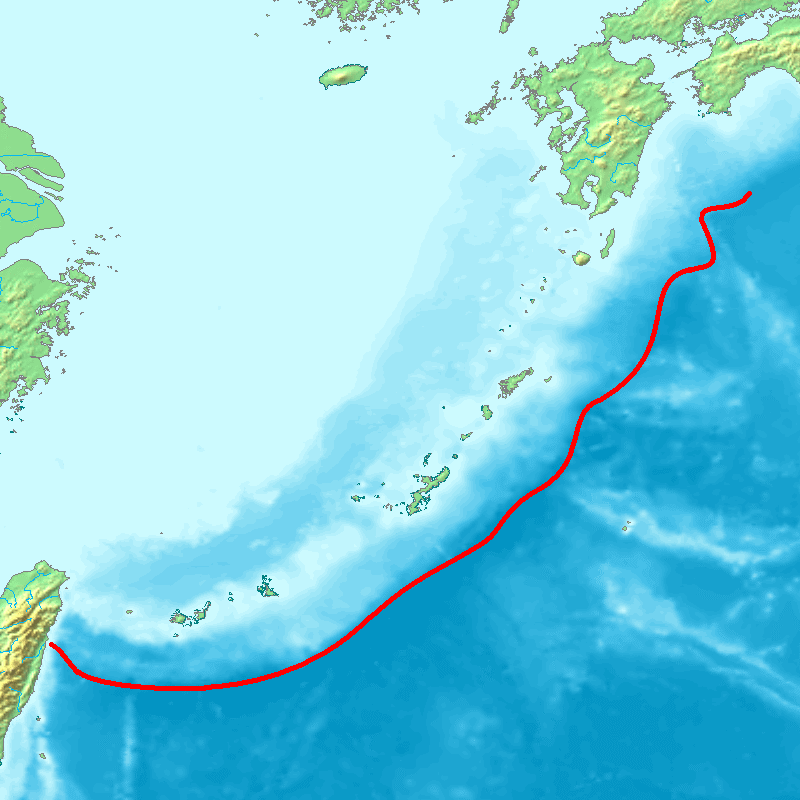
Đường màu đỏ thể hiện địa hình đáy thấp nhất của rãnh

Rãnh Ryukyu là một rãnh đại dương dài khoảng 2250 km (1.398 dặm) chạy theo hướng bắc nam dọc theo rìa phía đông của quần đảo Ryukyu thuộc Nhật Bản thuộc biển Philipin. Nó nằm giữa Đài Loan và Nhật Bản. Rãnh đại dương này nằm dưới độ sâu 5.212 m (24.629 ft).
Rãnh này còn được gọi là rãnh Nansei-Shoto, lấy theo tên gọi khác trong tiếng Nhật của quần đảo Ryukyu.